# Roberts Akmens
Roberts Akmens (Talsi, 14 de febrero de 1996) es un deportista letón que compite piragüismo en la modalidad de aguas tranquilas.
Ganó una medalla de bronce en el Campeonato Mundial de Piragüismo de 2021 y una medalla de plata en el Campeonato Europeo de Piragüismo de 2022. En los Juegos Europeos de Cracovia 2023 consiguió una medalla de bronce en la prueba de K1 200 m.
Participó en los Juegos Olímpicos de Tokio 2020, ocupando el octavo lugar en la misma prueba.

## Palmarés internacional
| Campeonato Mundial | Campeonato Mundial     | Campeonato Mundial | Campeonato Mundial |
| Año                | Lugar                  | Medalla            | Competición        |
| ------------------ | ---------------------- | ------------------ | ------------------ |
| 2021               | Copenhague (Dinamarca) | Medalla de bronce  | K1 200 m           |
| Juegos Europeos    |                        |                    |                    |
| Año                | Lugar                  | Medalla            | Competición        |
| 2023               | Cracovia (Polonia)     | Medalla de bronce  | K1 200 m           |
| Campeonato Europeo |                        |                    |                    |
| Año                | Lugar                  | Medalla            | Competición        |
| 2022               | Múnich (Alemania)      | Medalla de plata   | K1 200 m           |